# Heritage Council

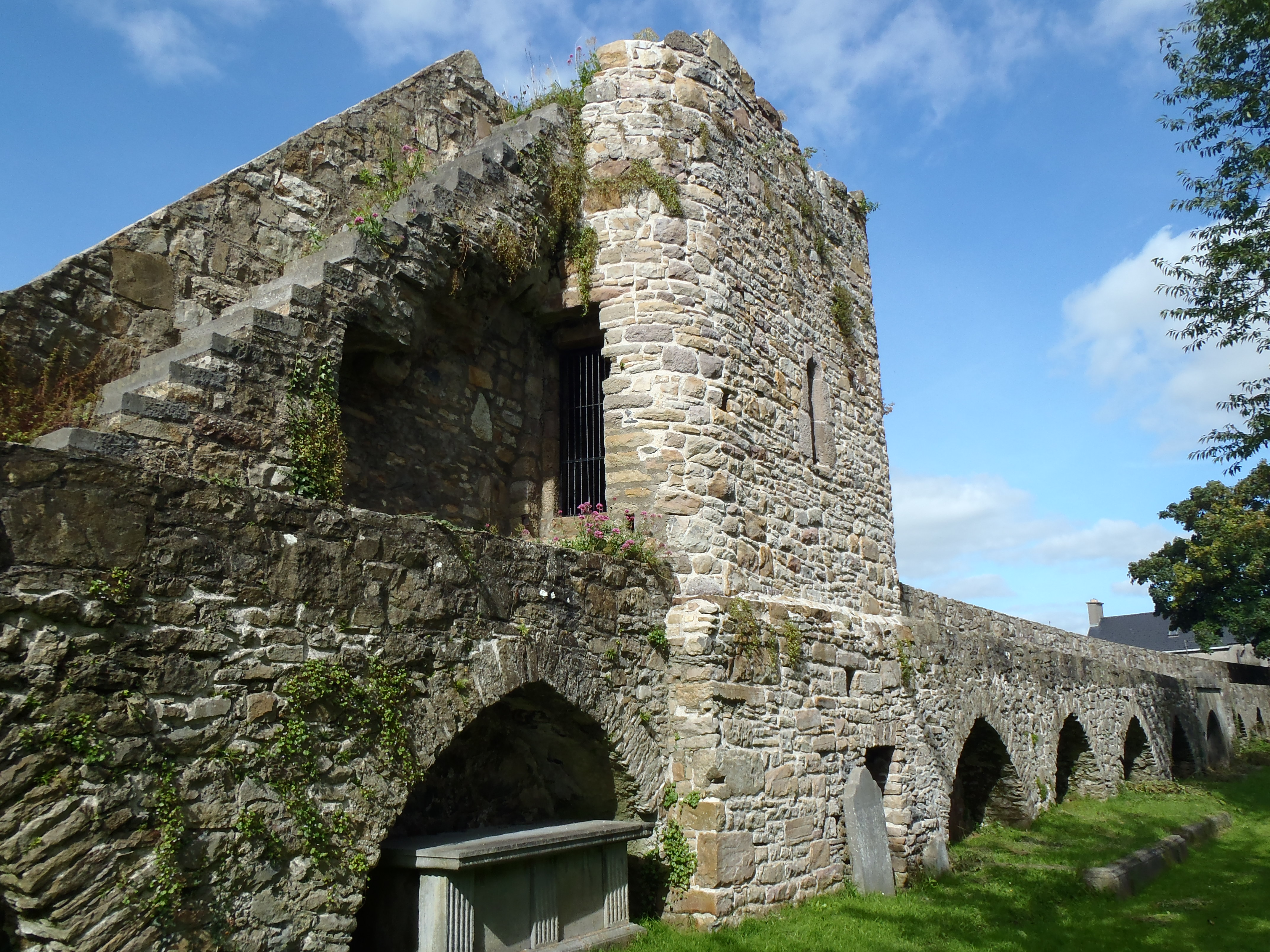
Murs médiévaux conservés de Clonmel, dans le comté de Tipperary, qui ont reçu un financement du Heritage Council.

L'Heritage Council (en irlandais : An Comhairle Oidhreachta) est une organisation créée en Irlande en 1995 dont la vocation est de préserver et promouvoir le patrimoine historique irlandais.

## Historique
L'organisation est créée par le gouvernement irlandais en 1995. L'initiateur et le soutien principal, Michael D. Higgins, est alors à la charge du ministère des arts, de la culture et du gaélique d'Irlande (Minister for Arts, Culture and the Gaeltacht).
De 2011 à 2015, le budget est drastiquement réduit, passant de 4,6 M € à 0,5 M €.

## Objectifs
Michael Starrett, directeur en 2015, indique chercher à créer une infrastructure collaborative pour la conservation du patrimoine (« building a community-based heritage infrastructure »).
L'organisme distribue des fonds pour des initiatives locales de préservation (restaurations, consolidation, etc.), mais aussi d'éducation (festivals, interventions dans les écoles par des spécialistes des monuments).
L'Heritage Council lance aussi des mouvements nationaux comme le Irish Walled Towns Network, réseau de collaboration des cités fortifiées d'Irlande.